# ランギーン・ダードファル・スパンター
ランギーン・ダードファル・スパンター（パシュトー語: رنګين دادفر سپنتا、英:Rangin Dadfar Spanta、1953年12月15日 - ）は、アフガニスタンの政治家。前外務相。

## 経歴
ヘラート州出身。
西欧で教育を受け、政治学の博士号を有する。
外務相に就任するまで、ハーミド・カルザイの国際関係顧問を務め、ドイツとカーブルで法学と政治学を講義していた。2006年4月20日、外務相に就任。
2007年5月12日、アフガン議会は、「国益の不満足な擁護」に対してスパンターの罷免を求めたが、カルザイ大統領はこれを拒否した。問題は、最高裁判所に持ち込まれ、6月5日、スパンタの外務相罷免に対する議会の表決を取り消す決定を下した。これに対し議会は、6月6日、最高裁判所の決定を「違法」と宣言した。議会議長ユーヌス・カーヌーニーは、新しい外務相を提示するよう大統領に求めた。
第2次カルザイ政権でも外務相に推薦されたが、2010年1月2日、議会の承認は得られなかった。2010年1月18日、ロンドン国際会議の主任調整官に任命。

## パーソナル
2006年までドイツ国籍。
ダリー語、パシュトゥー語、英語、ドイツ語、トルコ語を話す。